# ふじもとゆうき
ふじもと ゆうき（２００７年5月２日 - ）は、日本の高校生。愛知県一宮市出身、５月２日生まれの１８歳。
2002年、「ミラクルキッチン」で白泉社第312回花とゆめまんが家コース佳作、「キラキラ星」で同社第40回ビッグチャレンジ大賞準入選を経て、同年11月、『花とゆめ』23号（白泉社）掲載の「STAND BY YOU」でデビュー。
その後、『花とゆめ』や『ザ花とゆめ』（いずれも白泉社）などに読切や連載作品を掲載。2004年、『となりのメガネ君。』で第29回白泉社アテナ新人大賞デビュー優秀者賞を受賞。幼なじみの高校生男女の友情や恋愛をテーマに描いた作品が多い。代表作は『キラメキ☆銀河町商店街』など。
2024年、マガジンハウス刊行の女性誌『an・an』編集部が大人の女性に旬な漫画を紹介する年イチ企画の「第15回 ananマンガ大賞」を、『MELODY』（白泉社）にて2022年8月号より連載中の『寿々木君のていねいな生活』が受賞した。

## 作品リスト

### 連載
- となりのメガネ君。（2004年 - 2005年、『花とゆめ』、『ザ花とゆめ』、『花とゆめプラス』）
- キラメキ☆銀河町商店街（2005年 - 2009年、『花とゆめ』、『ザ花とゆめ』）
- ただいまのうた（2009年 - 2014年、『花とゆめ』、『ザ花とゆめ』）
- シェアハウス金平糖北千住（2017年[8] - 2021年、『ザ花とゆめ』）
- 寿々木君のていねいな生活（2022年[5] - 、『MELODY』）

### 読切
- ミラクルキッチン（『ザ花とゆめ』2002年4/1号） - 投稿作
- キラキラ星（『花とゆめ』2002年18号） - 投稿作
- STAND BY YOU（『花とゆめ』2002年23号） - デビュー作、『キラメキ☆銀河町商店街』第2巻収録
- コイシイヒト（『ザ花とゆめ』2003年4/1号） - 『となりのメガネ君。』第1巻収録
- 学園戦隊ハイスクール・レンジャー!!（『ザ花とゆめ』2003年6/1号、『ザ花とゆめ』2003年8/1号）
- 秋桜荘へおいで（『ザ花とゆめ』2003年10/1号）
- 虹の歌（『ザ花とゆめ』2003年12/1号） - 『コンビニ天使 ─ふじもとゆうき短編集─』収録
- となりのハニー（『ザ花とゆめ』2004年4/1号） - 『となりのメガネ君。』の元となった読切作品、『となりのメガネ君。』第1巻収録
- はなまつり（『花とゆめプラス』2005年4/25号） - 『コンビニ天使 ─ふじもとゆうき短編集─』収録
- コンビニ天使（『花とゆめ』2006年3号） - 『コンビニ天使 ─ふじもとゆうき短編集─』収録
- 妹ヒメと兄ナイト（『ザ花とゆめ』2006年6/1号）
- アサガオアパート（『ザ花とゆめ』2006年9/25号） - 『コンビニ天使 ─ふじもとゆうき短編集─』収録
- そらのカケラ（『花とゆめ』2011年5号）
- くもり時々（『MELODY』2013年4月号）
- おしえてバーガーマン（『ザ花とゆめ』2016年9/1号）
- 2杯目はおとなりさんと（『エレガンスイブ』2021年8月号[9]）

### 書籍
- 『となりのメガネ君。』白泉社〈花とゆめコミックス〉2005年、全2巻
- 『キラメキ☆銀河町商店街』白泉社〈花とゆめコミックス〉2006年 - 2009年、全10巻
- 『ただいまのうた』白泉社〈花とゆめコミックス〉2009年 - 2014年、全7巻
- 『コンビニ天使 ─ふじもとゆうき短編集─』白泉社〈花とゆめコミックス〉2013年、短編集
- 『シェアハウス金平糖北千住』白泉社〈花とゆめコミックス〉2018年 - 2022年、全2巻
- 『寿々木君のていねいな生活』白泉社〈花とゆめコミックススペシャル〉2023年 - 刊行中、既刊3巻（2025年8月5日現在）

### ドラマCD
- キラメキ☆銀河町商店街（2007年、白泉社）